# La dársena de poniente
La dársena de poniente es una serie de televisión española estrenada en 2006 en Televisión Española y de la que solo se produjo una temporada que puede disfrutarse de forma íntegra en RTVE Play.

## Argumento
La historia gira en torno a los Bazán, una acaudalada familia que es propietaria de una naviera con presencia mundial. Su presidente, Alberto Bazán, sufre un gravísimo accidente de tráfico a causa de los frenos de su coche por el que su hija Carla es llevada a la cárcel por presunta asesina y su hijo Héctor toma la presidencia de Atlantis. Con este planteamiento la cantidad de amores e intrigas secundarias simultáneas hace que el desarrollo de la serie sea muy coral. No existe una única trama principal.

## Personajes
Reparto según la descripción presentada a los medios de comunicación:
- Alberto Bazán (Sancho Gracia)

Alberto, de 62 años, es el patriarca del imperio Bazán. Casado con Mercedes tienen tres hijos: Héctor, Julián y Carla. A pesar de su edad, es un hombre muy atractivo, enérgico y decidido hasta llegar, en ocasiones, a ser implacable.
Desde hace años, dirige con mano firme las riendas del entramado económico que él mismo ha levantado desde su juventud, lo que le hace tener un ojo infalible para detectar las debilidades de sus adversarios. Este carácter temperamental le hace ser exigente e inflexible con sus colaboradores y su familia.
- Mercedes (Silvia Tortosa)

Mercedes, de 57 años, es la esposa de Alberto Bazán. Es una mujer dedicada en cuerpo y alma a su familia desde que se casó con Alberto hace cuarenta años.
De origen humilde, Mercedes asume su rol de mujer a la sombra de su poderoso marido. Sin embargo, aunque Alberto es quien toma las decisiones importantes en el negocio familiar, Mercedes controla todos los pormenores que suceden en la casa.
- Carla Bazán (Cristina Urgel)

Carla, de 25 años, es la única hija de Alberto y Mercedes y lo ha tenido todo en la vida: el amor de sus padres, una infancia feliz colmada de caprichos y una belleza deslumbrante. Carla es despreocupada, alegre y superficial.
Ha estudiado la carrera de empresariales más por cumplir con lo que se espera de una chica de su clase, que por vocación. Pero Carla también es noble, leal con sus amigos, generosa y, a veces, de una enternecedora candidez.
- Rubén (Emmanuel Esparza)

Rubén, de 28 años, es el novio de Carla y directivo de la empresa de los Bazán. Es ambicioso y tiene como objetivo dirigir, algún día, el negocio de la familia.
Consciente de su gran atractivo físico, utiliza sus dotes de seductor para conseguir cualquier cosa que se proponga. Es inteligente, egoísta y nunca ha querido a nadie más que a sí mismo.
- Leopoldo (Miguel Rellán)

Tiene 58 años y es amigo de la adolescencia de Mercedes Bazán. Desde entonces, Leopoldo está enamorado de ella en secreto. Comparte piso con su amigo Rafael.
- Rafael (Manolo Zarzo)

Amigo de Leopoldo. A pesar de su edad, conserva un encanto algo pasado de moda, pero irresistible entre las mujeres. Rafael no tiene trabajo fijo: en ocasiones trabaja como profesor de baile de salón o intérprete boleros en fiestas y celebraciones.
- Héctor Bazán (Guillermo Romero)

Con 36 años, es el hijo mayor de la familia Bazán. Ha heredado de su padre su amor por el trabajo y el sentido de la responsabilidad. Pese a ser el primogénito de la familia, a Alberto nunca lo ha tratado con tanto mimo como a Carla.
Desde muy joven, su padre le enseñó que la disciplina y el esfuerzo son el único camino para tener éxito en la vida. Héctor tiene un carácter más afable que su padre y al contrario que él, es capaz de demostrar cariño por sus hijos y disfrutar en su tiempo libre (el poco que le dejan sus obligaciones con la empresa) haciendo vida familiar.
- Julián Bazán (Álex Barahona)

Con 24 años, es el hijo menor de Alberto y Mercedes, el benjamín de la familia Bazán. Julián es una bala perdida que compensa la falta de cariño de su padre con una actitud frívola y despreocupada ante la vida.
- Sofía (Estrella Zapatero)

Tiene 33 años y es la mujer de Héctor. Sofía es superficial, poco complicada y frívola. Sólo está pendiente de los aspectos más mundanos de la vida.
Su matrimonio está marcado por la insatisfacción: Héctor es casero y tranquilo, amante de la vida familiar mientras ella necesita estar de fiesta en fiesta y consumir permanentemente.
- Silvia (Athenea Mata)

La hija de José Luis, el viejo chofer de la familia Bazán y la gran amiga de Carla. Es sensata, humilde y responsable. Va a sufrir un tremendo sentimiento de culpa al enamorarse del prometido de su mejor amiga.
- Luisa (Bárbara de Lema)

A sus 32 años, Luisa es la directiva de la empresa de la familia Bazán. Atractiva, inteligente y sofisticada, en la empresa ocupa el cargo de jefa de Personal y es amante de Alberto.
Si algo define a Luisa es su sentido práctico y su frialdad a la hora de tomar decisiones sobre la vida de los demás. Formará un temible “tándem” con Rubén a la hora de colmar sus aspiraciones de poder.
- José Luis (Juan Jesús Valverde)

Es el chófer de los Bazán. Tiene 60 años y dos hijos: Silvia y Emilio. Un hombre sencillo, discreto, amable y servicial. Aunque ha tenido una deficiente formación y apenas sabe leer, José Luis tiene la sabiduría y el sentido común de “Sancho Panza”.
- Jaime Bazán (Germán Centeno)

Hijo de Héctor y Sofía. Jaime es un niño de 12 años malcriado y maleducado. A pesar de su corta edad, tiene plena conciencia de ser el futuro heredero del imperio Bazán y ejerce como tal.
- Marina Bazán (Carlota de Lucas Sajara)

La segunda hija de Héctor y Sofía tiene 10 años y es una niña noble, dulce e inteligente, curiosa, despierta, sensible y generosa.
- Daniel Prados (Ignacio Montes)

Tiene 11 años y es el hijo de un capitán de la flota Bazán. Es amigo de uno de los hijos de Héctor y Sofía, y tras la muerte de su padre, será acogido por la familia y se verá obligado a vivir en casa de los Bazán donde chocará con Jaime. A duras penas, conseguirá adaptarse a las rígidas normas que le impone su nuevo hogar.
- Ángela (Eva Marciel)

Ángela, de 30 años, ha sido monja. Al abandonar la orden comienza a trabajar como secretaria en la empresa de la familia Bazán. Comparte piso con Rosa, compañera de trabajo.
- Sandra (Rebeca Cobos)

Con 22 años, Sandra es el polo opuesto de Ángela: espectacular y descarada. Nunca duda a la hora de utilizar sus encantos para conseguir lo que quiere.
- Rosa (Eva Álvarez)

Con 23 años, trabaja en la empresa de la familia Bazán. A pesar de su corta edad, Rosa ha tenido que luchar mucho en la vida para labrarse un futuro. Es una joven poco sociable, y a pesar de su atractivo, no muestra interés por ningún compañero.
- Emilio (Pablo Vega)

Emilio tiene 25 años y es hermano de Silvia. Es estibador portuario y activista sindical. Aunque trabaja en la empresa Bazán, su ilusión es ser nadador profesional.
- Santos (Jorge Elorza)

Exnovio de Sandra, tiene 28 años y es un macarra de barrio. La relación que mantiene con su ex perjudica a la joven.
- Quintana (Jordi Cadellans)

Es el comisario que investiga el accidente de Alberto Bazán.
- Tomás (Cristóbal Suárez)

Es un policía cuya vida cambia al conocer a Silvia mientras trabajaba con Quintana.

## Equipo
- Idea original: Eduardo Galdo
- Director: Juan Navarrete
- Argumentistas: Tacho González y Salvador Perpiñá
- Coordinadora: M.ª Helena Portas
- Escaletistas: Arturo Cid y Javier G. Amezúa
- Dialoguistas: Santiago Tabuenca, Fanny Mendaña, Leslie Wilhelmi e Ignacio García
- Continuidad: Azahara Martín
- Productor ejecutivo: Eduardo Galdo
- Productor Linze TV: Álvaro Anglada
- Empresa productora: Linze TV - Endemol
- Realizadores: Antonio Hens, Fco. Fdez. Franco, Santiago Pumarola y Gonzalo Baz
- Director de Fotografía: José Moreno (Plató) y César Hernando (Exteriores)
- Edición: David Tomás San José
- Maquillaje y peluquería: Anabel Díaz Terés
- Directora de Arte: Pura Paredes
- Sonido: Juan A. García Toledo
- Estilismo: Silvia Quijada
- Música original por: Pedro Martínez

## Capítulos y audiencias
Aunque la serie se compuso de una única temporada de 20 episodios, TVE programó las cuatro últimas semanas un episodio doble. Por ese motivo, en el siguiente listado aparecen 20 episodios pero en las audiencias únicamente 16.
- 1. S.O.S.
- 2. No fue un accidente.
- 3. Principal sospechosa.
- 4. El control de Atlantis.
- 5. El acoso de las presas.
- 6. Secretos a la luz.
- 7. Los problemas continúan.
- 8. Lucha por el poder.
- 9. Crece la intriga.
- 10. Alberto Bazán no murió en el accidente.
- 11. Los secretos de don Alberto.
- 12. Dispuesto a revelar la verdad.
- 13. Alberto escapa del hospital.
- 14. Alberto empieza a recobrar la memoria.
- 15. Adriana esconde a Alberto.
- 16. Carla duda de su amor.
- 17. Carla se recupera de las quemaduras.
- 18. La implicación en el proyecto inmobiliario.
- 19. Alberto de nuevo en Atlantis.
- 20. Atlantis en crisis.

| Temporada | Temporada | Episodios | Estreno              | Final              | Audiencia media | Audiencia media | Audiencia media |
| Temporada | Temporada | Episodios | Estreno              | Final              | Espectadores    | Cuota           |                 |
| --------- | --------- | --------- | -------------------- | ------------------ | --------------- | --------------- | --------------- |
|           | 1         | 16        | 7 de octubre de 2006 | 5 de enero de 2007 | 1 719 000       | 12,9%           |                 |

### Temporada 1 (2006-2007)
| N.º (serie)             | N.º (temp.) | Título                                   | Fecha                   | Audiencia         |
| ----------------------- | ----------- | ---------------------------------------- | ----------------------- | ----------------- |
| Temporada 1 (2006-2007) |             |                                          |                         |                   |
| 1                       | 1           | «S.O.S»                                  | 7 de octubre de 2006    | 2 668 000 (19,6%) |
| 2                       | 2           | «No fue un accidente»                    | 13 de octubre de 2006   | 2 234 000 (16,0%) |
| 3                       | 3           | «Principal sospechosa»                   | 14 de octubre de 2006   | 1 695 000 (12,3%) |
| 4                       | 4           | «El control de Atlantis»                 | 20 de octubre de 2006   | 1 970 000 (13,4%) |
| 5                       | 5           | «El acoso de las presas»                 | 21 de octubre de 2006   | 1 562 000 (10,8%) |
| 6                       | 6           | «Secretos a la luz»                      | 27 de octubre de 2006   | 2 005 000 (13,4%) |
| 7                       | 7           | «Los problemas continúan»                | 3 de noviembre de 2006  | 1 910 000 (13,5%) |
| 8                       | 8           | «Lucha por el poder»                     | 10 de noviembre de 2006 | 1 775 000 (12,5%) |
| 9                       | 9           | «Crece la intriga»                       | 17 de noviembre de 2006 | 1 651 000 (10,9%) |
| 10                      | 10          | «Alberto Bazán no murió en el accidente» | 24 de noviembre de 2006 | 1 866 000 (12,7%) |
| 11                      | 11          | «Los secretos de don Alberto»            | 1 de diciembre de 2006  | 1 736 000 (12,1%) |
| 12                      | 12          | «Dispuesto a revelar la verdad»          | 8 de diciembre de 2006  | 1 441 000 (10,8%) |
| 13                      | 13          | «Alberto escapa del hospital»            | 15 de diciembre de 2006 | 1 395 000 (11,7%) |
| 14                      | 14          | «Alberto empieza a recobrar la memoria»  | 22 de diciembre de 2006 | 1 208 000 (11,7%) |
| 15                      | 15          | «Adriana esconde a Alberto»              | 29 de diciembre de 2006 | 1 160 000 (12,4%) |
| 16                      | 16          | «Carla duda de su amor»                  | 5 de enero de 2007      | 1 223 000 (12,1%) |